# Radiostacja RB

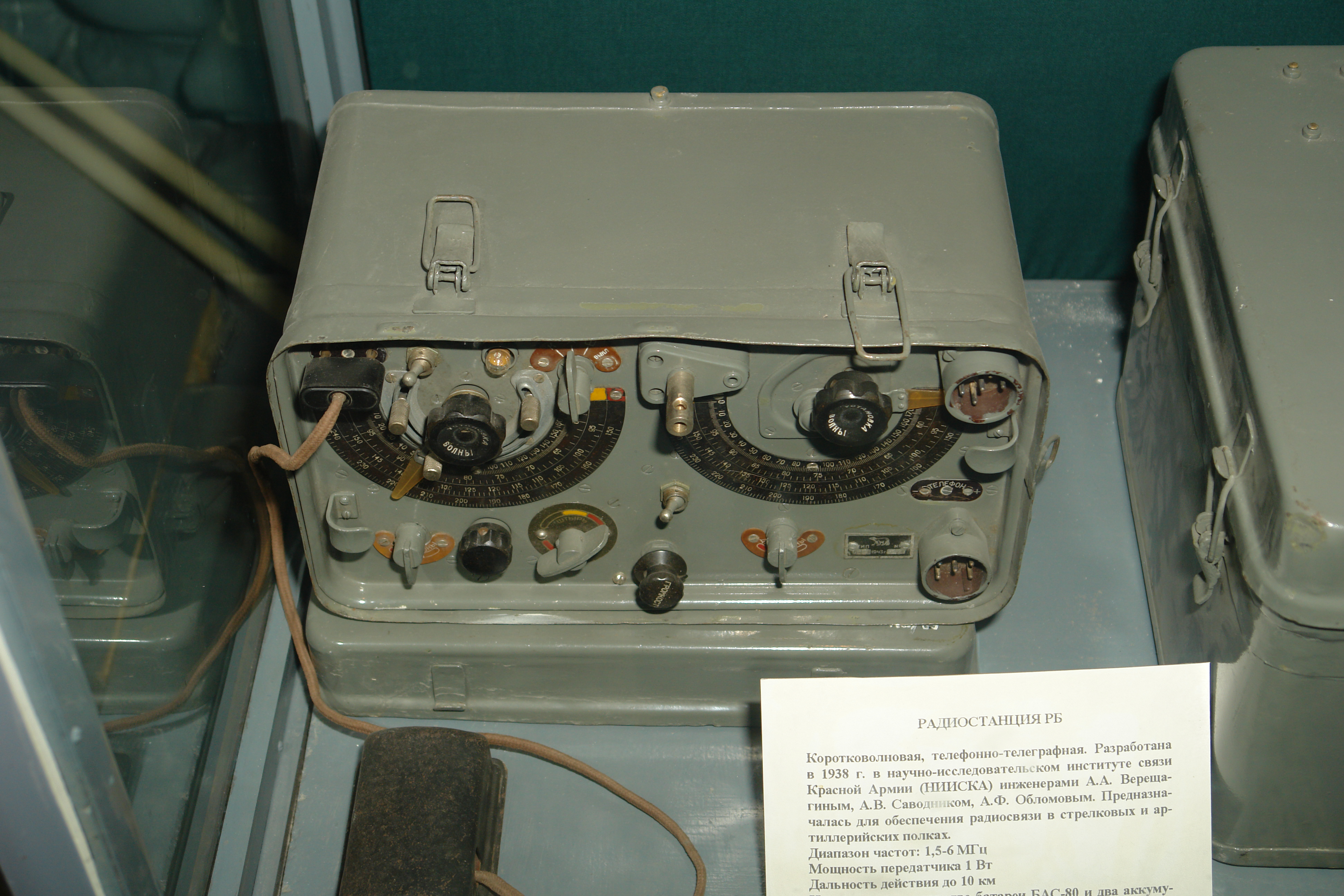
Odbiornik-nadajnik RB

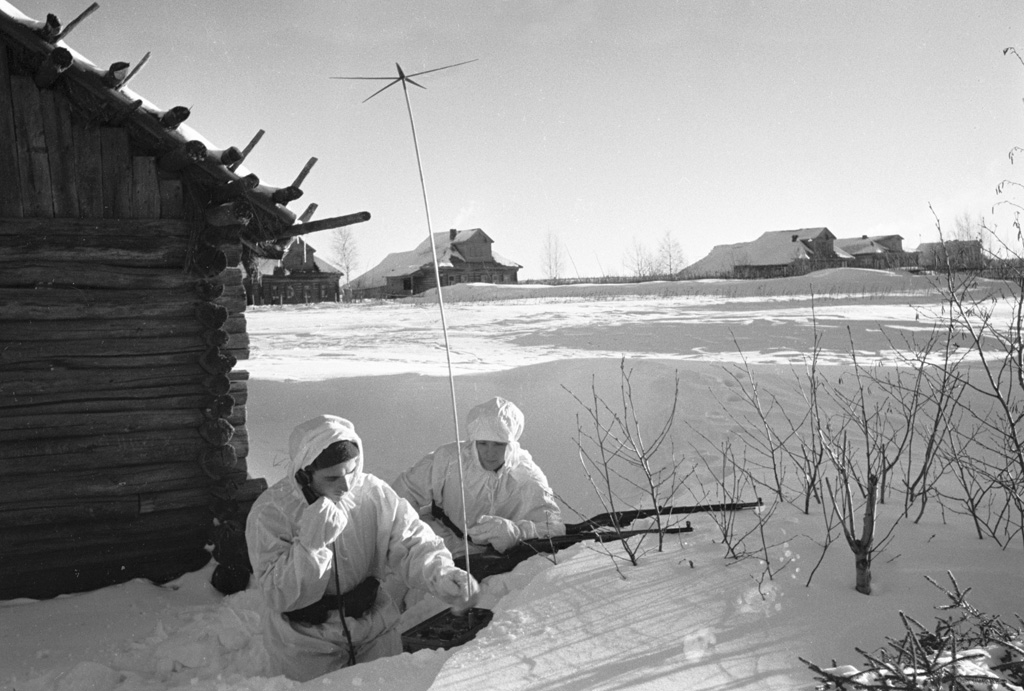
Radiooperator radziecki z RB, fotografia z roku 1941

Radiostacja RB (3-R) – krótkofalowa telefoniczno-telegraficzna radiostacja nadawczo-odbiorcza stosowana w ludowym Wojsku Polskim.
Radiostacja produkcji ZSRR przeznaczona była do utrzymania dwustronnej łączności w dywizyjnych i pułkowych sieciach radiowych i na wyższych szczeblach dowodzenia.
Zakres 200 – 50 m (nr 60 – 240) posiadał trzy podzakresy: kolor czarny 200 – 126,2 m (nr 60 – 95), kolor żółty 126,2 – 80 m (nr 95–150), kolor czerwony 80 – 50 m nr 150–240.
W zależności od rodzaju anteny zapewniała dwustronną łączność: przy zastosowaniu anteny dwupromieniowej – mikrofonem 15 km, kluczem 35 km.
Komplet radiostacji składał się z aparatury odbiorczo-nadawczej o wadze 10 kg, skrzynki zasilania o wadze 15 kg oraz pokrowca brezentowego z anteną dipolową o wadze 3,5 kg.